# Синагра, Диего
Диего Армандо Марадона Синагра (итал. Diego Armando Maradona Sinagra; род. 20 сентября 1986, Неаполь) — итальянский (пляжный) футболист, полузащитник, игрок пляжной сборной Италии.

## Клубная карьера
Диего Армандо Марадона Синагра (Диего-младший или Дигито) родился в Неаполе, Италия. Диего — сын легендарного аргентинского нападающего Диего Армандо Марадоны Франко и местной молодой женщины по имени Кристиана Синагра. Воспитывался матерью. У него есть единокровные сёстры Дальма (р. 1988), Джаннина (р. 1989), Яна (р. 1996), а также брат Диего Фернандо Марадона Охеда (р. 2013).
Марадона Синагра страстно любил футбол и начал играть в молодом возрасте, подражая игре своего отца. В одиннадцать лет стал частью молодёжной команды «Наполи».
В 2001 году Диего-младший сыграл за сборную Италии из игроков не старше 17 лет в товарищеском спарринге против основной сборной Италии, длившемся 2 тайма по 40 минут. Основная сборная забила в ворота юношей 9 безответных мячей, Диего-младший отыграл весь второй тайм.
В 2004 году Марадона Синагра присоединился к юношескому составу «Дженоа» на один сезон. В дальнейшем выступал за малоизвестные футбольные команды, а также за клубы по пляжному футболу. В 2008 году провёл ряд встреч за сборную Италии по пляжному футболу.